# جنت مكان
جنت مكان هي مدينة إيرانية تقع في القسم المركزي من مقاطعة غتوند في محافظة خوزستان. حسب إحصاءات المركز الرسمي للإحصاءات الإيرانية في 2006 كان يسكن جنت مكان 5,893 شخص.